# ایران در المپیک تابستانی ۱۹۰۰
المپیک تابستانی ۱۹۰۰ در پاریس، اولین حضور ایران در بازی‌های المپیک بود. تنها یک ورزشکار ایرانی (فریدون میرزا ملکم) در رشته شمشیربازی در المپیک رقابت کرد. از اون به عنوان تنها ایرانی یاد می شود که در دوران قاجاریه در المپیک شرکت کرده است.

## رشته‌ها و شرکت‌کنندگان
| ورزش      | مردان | زنان | مجموع |
| --------- | ----- | ---- | ----- |
| شمشیربازی | ۱     |      | ۱     |
| مجموع     | ۱     | ۰    | ۱     |

## نتایج با رویداد

### شمشیربازی
مردان
| ورزشکار     | رویداد      | دور ۱ | دور ۱ | ۱/۴ نهایی | ۱/۴ نهایی | نیمه نهایی | نیمه نهایی | نهایی      | رتبه بندی |
| ورزشکار     | رویداد      | گروه  | رتبه  | گروه      | رتبه      | گروه       | رتبه       | نهایی      | رتبه بندی |
| ----------- | ----------- | ----- | ----- | --------- | --------- | ---------- | ---------- | ---------- | --------- |
| فریدون ملکم | اپه انفرادی | I     | ۲ Q   | D         | ۴-۶       | راه نیافت. | راه نیافت. | راه نیافت. | ۱۹        |